# Pseudolabrus
Pseudolabrus es un género de peces de la familia de los Labridae y del orden de los Perciformes.

## Especies
Existen 12 especies de este género, de acuerdo con FishBase:
- Pseudolabrus biserialis (Klunzinger, 1880)
- Pseudolabrus eoethinus (Richardson, 1846)
- Pseudolabrus fuentesi (Regan, 1913)
- Pseudolabrus gayi (Valenciennes, 1839)
- Pseudolabrus guentheri Bleeker, 1862
- Pseudolabrus japonicus (Houttuyn, 1782)
- Pseudolabrus luculentus (Richardson, 1848)
- Pseudolabrus miles (Schneider & Forster, 1801)
- Pseudolabrus rubicundus (Richardson, 1840)
- Pseudolabrus semifasciatus (Rendahl, 1921)
- Pseudolabrus sieboldi Mabuchi & Nakabo, 1997
- Pseudolabrus torotai Russell & Randall, 1981